# 1943 en Ontario
Chronologie de l'Ontario
- 1939
- 1940
- 1941
- 1942
- 1943
- 1944
- 1945
- 1946
- 1947

Cette page concerne des événements d'actualité qui se sont produits durant l'année 1943 dans la province canadienne de l'Ontario.

## Politique

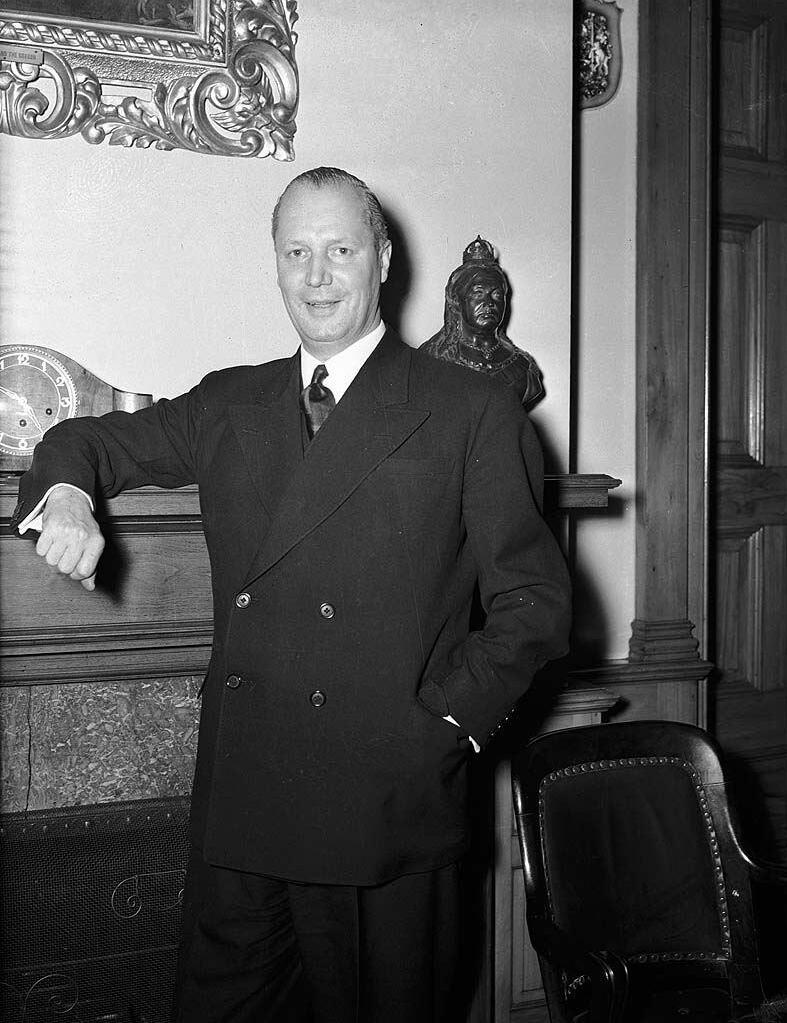
George Drew, 14e Premier ministre de l'Ontario

- Premier ministre : Gordon Daniel Conant (Parti libéral) puis George Drew (Parti progressiste-conservateur) (élu le 4 août face au sortant Harry Nixon (Parti libéral))
- Chef de l'Opposition: George Drew (Parti progressiste-conservateur) puis Ted Jolliffe (PSDC)
- Lieutenant-gouverneur: Albert Edward Matthews (en)
- Législature: 20e (en) puis 21e (en)

## Événements

### Août
- 4 août : élection générale ontarienne. Le Parti progressiste-conservateur de l'Ontario dirigé par George Drew remporte cette élection.

### Novembre
- Novembre : à la suite d'une bataille judiciaire, les sœurs Dionne retournent dans leur famille[1]. Elles avaient servi comme attraction touristique depuis leur naissance.

## Naissances
- 18 janvier : Carl Ray (en), artiste († 1978).
- 28 janvier : Paul Henderson, joueur de hockey sur glace.
- 15 mars : David Cronenberg, réalisateur.
- 2 avril : Alan Tonks, député fédéral de York-Sud—Weston (2000-2011).
- 3 avril : Richard Manuel, compositeur et chanteur († 4 mars 1986).
- 11 mai : Nancy Greene, skieuse.
- 21 juin : Diane Marleau, femme politique, conseiller municipal à Sudbury et députée libérale de la circonscription fédérale de Sudbury († 30 janvier 2013).
- 15 juillet : John H. Bryden (en), député fédéral de Hamilton—Wentworth (1993-1997), Wentworth—Burlington (1997-2000) et Ancaster—Dundas—Flamborough—Aldershot (2000-2004).
- 6 août : Bernie Morelli, politicien, conseiller municipal (en) de Hamilton en Ontario (1991-2014) († 14 janvier 2014).
- 19 septembre : Lyle Vanclief, député fédéral de Prince Edward—Hastings (1988-2004).
- 2 décembre : Larry Grossman (en), chef du Parti progressiste-conservateur de l'Ontario († 22 juin 1997).
- 13 décembre : Ferguson Jenkins, lanceur droitier de baseball.
- 28 décembre : David Peterson, 20e premier ministre de l'Ontario.
- 29 décembre : Rick Danko, musicien et chanteur († 10 décembre 1999).
- 30 décembre : Linda Thom, tireuse.

## Décès
- 1er janvier : George Perry Graham, chef du Parti libéral de l'Ontario (° 31 mars 1859).
- 2 février : Louis Côté, député provincial d'Ottawa-Vanier (1929-1934) (° 13 septembre 1890).
- 23 mai : William Aberhart, premier ministre de l'Alberta (° 30 décembre 1878).
- 2 juillet : Robert James Manion, chef du Parti conservateur du Canada (1938-1940) et député fédéral de Fort-William et Rainy-River (1917-1925), Fort-William (1925-1935) et London (1938-1940) (° 19 novembre 1881).
- 26 novembre : Charles G. D. Roberts (en), poète (° 10 janvier 1860).
- 23 décembre : Edgar Sydney Little (en), sénateur (° 5 novembre 1885).